# القهل (يريم)

تعديل مصدري - تعديل

القهل محلة تابعة لقرية يلالة، التابعة لعزلة خودان بمديرية يريم إحدى مديريات محافظة إب في الجمهورية اليمنية.، بلغ تعداد سكانها 23 حسب تعداد اليمن لعام 2004.